# Felix Klingenthal
Felix Klingenthal (* 21. Februar 1919 in Salzkotten; † 25. April 2002) war ein deutscher Kommunalpolitiker und Landrat (CDU).

## Leben und Beruf
Nach dem Schulbesuch absolvierte er von 1936 bis 1939 eine kaufmännische Ausbildung und war danach in Salzkotten als selbstständiger Kaufmann tätig.
Felix Klingenthal verstarb am 25. April 2002 im Alter von 83 Jahren.
Er war verheiratet.

## Abgeordneter
Dem Kreistag des ehemaligen Kreises Büren gehörte er vom 27. November 1969 bis zur Auflösung des Kreises Büren im Rahmen der Gebietsreform am 31. Dezember 1974 an. Von 1952 bis 1974 war Klingenthal Mitglied des Stadtrates der Stadt Salzkotten.

## Öffentliche Ämter
Vom 27. November 1969 bis zum 31. Dezember 1974 war er Landrat des ehemaligen Kreises Büren. Beauftragter für die Aufgaben des Kreistages, des Kreisausschusses und des Landrats des Kreises Paderborn war Klingenthal vom 1. Januar 1975 bis 22. Mai 1975. In Salzkotten war er von 1964 bis 1969 stellvertretender Bürgermeister.
Klingenthal war in verschiedenen Gremien des Landkreistages Nordrhein-Westfalen tätig.

## Sonstiges
Am 18. Dezember 1974 wurde Klingenthal das Bundesverdienstkreuz am Bande verliehen. Außerdem erhielt er zahlreiche weitere Ehrenzeichen, so z. B. den Ehrenring der Stadt Salzkotten und Auszeichnungen des Schützenbundes.